# Kod linii IATA
Kod linii IATA – dwuznakowy kod alfanumeryczny przypisany przez IATA poszczególnym liniom lotniczym. Tworzy on pierwszą część numeru lotu, np. LO676 oznacza lot PLL "LOT" (LO to kod linii LOT) nr 676 a BA1540 to lot linii British Airways nr 1540. Kod linii IATA używany jest jako wyróżnik linii lotniczej w systemach rezerwacji miejsc, rozkładach lotów, na biletach lotniczych, rachunkach i komunikacji lotniczej.
Począwszy od roku 1987 ICAO nadaje liniom lotniczym trójznakowy kod linii ICAO; podobny system ma również być zastosowany przez IATA. 

## Lista kodów IATA
1 – 2 – 3 – 4 – 5 – 6 – 7 – 8 – 9
A – B – C – D – E – F – G – H – I – J – K – L – M – N – O – P – Q – R – S – T – U – V – W – X – Y – Z

### 1
- 1A: Amadeus Global Travel Distribution (Hiszpania)
- 1B: Abacus International (Singapur)
- 1C: EDS Information Business (Szwajcaria)
- 1D: Radixx Solutions International (USA)
- 1E: Travelsky Technology (Chiny)
- 1F: INFINI Travel Information (Japonia)
- 1G: Galileo International (USA)
- 1H: Siren-Travel (Rosja)
- 1I: Netjets Aviation (Execjet, USA), Deutsche Rettungsflugwacht (Niemcy), Nova Airlines (Navigator, Szwecja), Sky Trek International Airlines (Phazer, USA), Sierra Nevada Airlines (USA), Pegasus Hava Tasimaciligi (Sunturk, Turcja)
- 1J: Axess international (Japonia)
- 1K: Sutra (USA), Southern Cross Distribution (Australia)
- 1L: Open Skies (USA)
- 1M: JSC Transport Automated Information Systems (TAIS) (Rosja)
- 1N: Navitaire (USA)
- 1P: WorldSpan (USA)
- 1Q: Sirena (Rosja)
- 1R: Hainan Phoenix Information Systems (Chiny)
- 1S: CRS Sabre (USA)
- 1T: 1Time Airline (RPA)
- 1U: Polyot Sirena (Rosja)
- 1V: Galileo International (USA)
- 1Y: Electronic Data Systems Corporation (USA)
- 1Z: Sabre Pacific (Australia)

### 2
- 2A: Deutsche Bahn (Niemcy)
- 2H: Thalys (Belgia, Francja, Niemcy, Holandia)
- 2L: Helvetic Airways
- 2P: Air Philippines (Filipiny)
- 2U: Atlas International Airways
- 2V: Amtrak (USA)

### 3
- 3K: Jetstar Asia
- 3Q: China Yunnan Airlines (Chiny)
- 3Z: Smartwings (Czechy)

### 4
- 4A: Air Kiribati (Kiribati)
- 4D: Air Sinai
- 4L: Air Astana
- 4G: Shenzhen Airlines (Chiny)
- 4U: Germanwings (Niemcy)

### 5
- 5G: Skyservice Airlines (Kanada)
- 5J: Cebu Pacific Air (Filipiny)
- 5L: Aerosur (Boliwia)
- 5P: SkyEurope Airlines Hungary (Węgry)
- 5X: United Parcel Service

### 6
- 6K: Air Anka (Turcja)
- 6U: Air Ukraine (Ukraina)
- 6W: Saratov (Rosja)
- 6Hː Israir (Izrael)

### 7
- 7B: Krasnojarsky Airlines (Rosja)
- 7F: First Air
- 7K: Kogalymavia Air Company
- 7L: Sun d'Or International Airlines

### 8
- 8A: Atlas Blue
- 8B: Caribbean Star Airlines
- 8C: Air Transport International/Horizon
- 8D: Expo Aviation/Servant Air/Astair
- 8E: Bering Air
- 8F: Fischer Air
- 8G: Angel Airlines
- 8H: Heli France
- 8J: Komiinteravia
- 8L: Cargo Plus Aviation/Redhill Aviation
- 8M: Myanmar Airways International/Maxair
- 8N: Nordkalottflyg AB
- 8O: West Coast Air
- 8P: Pacific Coastal Airlines
- 8Q: Onur Air Tasimacilik/Baker Aviation
- 8R: Transporte Aereo Regional do Interior Paulista/Edelweiss Air
- 8S: Scorpio Aviation
- 8T: Air Tindi
- 8U: Afriqiyah Airways
- 8V: Wright Air Service
- 8W: BAX Global
- 8Y: Air Burundi
- 8Z: Linea Aerea de Servicio Ejecutivo Regional

### 9
- 9D: Perm Airlines
- 9E: Pinnacle Airlines
- 9R: Phuket Air
- 9U: Air Moldova (Mołdawia)
- 9W: Jet Airways

### A
- AA: American Airlines (USA)
- AB: Air Berlin (Niemcy)
- AC: Air Canada (Kanada)
- AD: Air Paradise (Indonezja), Avialeasing Company (Uzbekistan)
- AE: Mandarin Airlines (Tajwan)
- AF: Air France (Francja)
- AG: Air Contractors (Irlandia)
- AH: Air Algerie (Algieria)
- AI: Air India (Indie)
- AJ: Aero Contractors Company of Nigeria (Nigeria)
- AK: Air Asia (Malezja)
- AL: Skyway Airlines/Midwest Connect (USA), Transaviaexport Cargo Airline (Białoruś)
- AM: Aeroméxico/Aerovias de Mexico (Meksyk)
- AN: Ansett Australia (Australia)
- AO: Australian Airlines (Australia)
- AP: Air One (Włochy)
- AQ: Aloha Airlines (USA)
- AR: Aerolíneas Argentinas (Argentyna)
- AS: Alaska Airlines (USA)
- AT: Royal Air Maroc (Maroko)
- AU: Austral Lineas Aureas-Cielos del Sur (Argentyna)
- AV: Avianca (Aerovias Nacionales de Colombia) (Kolumbia)
- AW: Schreiner Airways (Holandia), Dirgantara Air Services (Indonezja)
- AX: Trans State Airlines/American Connection (USA), Binter (Hiszpania)
- AY: Finnair (Finlandia)
- AZ: ITA Airways (Włochy), Alitalia 1946-2021 (Włochy)
- A2: Cielos del Peru (Argentyna)
- A3: Aegean Airways (Grecja)
- A4: Southern Winds (Argentyna)
- A5: Airlinair (Francja)
- A6: Air Alps Aviation (Austria), KLM Alps 1998-2001 (Austria)
- A7: Air Comet (Hiszpania)
- A8: Benin Golf Air (Benin)
- A9: Airzena Georgian Airlines (Gruzja)

### B
- BA: British Airways (Wlk. Brytania)
- BB: Seaborne Airlines (USA)
- BC: Skymark Airlines (Japonia)
- BD: British Midland Airways/bmi (Wlk. Brytania)
- BE: Jersey European Airways/Flybe (Wlk. Brytania)
- BF: Bluebird Cargo (Iceland), Aero-Service (Kolumbia)
- BG: Biman Bangladesh Airlines (Bangladesz)
- BH: Hawkair Aviation Services (Kanada)
- BI: Royal Brunei Airlines (Brunei)
- BJ: Nouvelair (Tunezja)
- BK: Potomac Air (USA)
- BL: Pacific Airlines (Wietnam)
- BM: Bayu Indonesia Air (Indonezja), Air Sicilia (Włochy)
- BN: Forward Air International Airlines (USA), Horizon Airlines (Australia)
- BO: Bouraq Indonesia Airlines (Indonezja)
- BP: Air Botswana (Botswana)
- BQ: Aeromar Airlines (Dominikana)
- BR: EVA Airways (Tajwan)
- BS: British International Helicopters (Wlk. Brytania)
- BT: Air Baltic (Łotwa)
- BU: SAS Norge (Norwegia)
- BV: Blue Panorama Airlines (Włochy)
- BW: British West Indian Airways (Trynidad i Tobago)
- BX: Coast Air (Norwegia)
- BY: Britannia Airways (Wlk. Brytania)
- BZ: Keystone Air Service (Kanada), Blue Dart Aviation (Indie)
- B2: Belavia (Białoruś)
- B3: Beliview Airlines (Nigeria)
- B4: B.A.C.H. Flugbetriebs (Niemcy), Bankair (USA)
- B5: Amadeus Flugdienst (Niemcy)
- B6: jetBlue Airways (USA)
- B7: UNI Airways (Tajwan)
- B8: Eritrean Airways
- B9: Iran Air Tours (Iran), Air Bangladesh (Bangladesz)

### C
- CA: Air China
- CB: Suckling Airways
- CC: Air Atlanta Icelandic/Macair Airlines
- CD: Alliance Air
- CE: Nationwide Airlines (RPA)
- CF: City Airline
- CG: Airlines of Paupa New Guinea
- CH: Bermidji Airlines
- CI: China Airlines (Tajwan)
- CJ: China Northern Airlines
- CK: China Cargo Airlines
- CL: Lufthansa CityLine
- CM: Compania Panamena de Aviacion
- CN: Westward Airways/Islands Nationair
- CO: Continental Airlines (USA)
- CP: Canadian Airlines International/Canadian Pacific Airlines
- CQ: Sunshine Express Airlines
- CR: OAG Worldwide (Wlk. Brytania)
- CS: Continental Micronesia
- CU: Cubana
- CV: Cargolux Airlines International
- CW: Air Marshall Islands
- CX: Cathay Pacific Airways (Hongkong)
- CY: Cyprus Air
- CZ: China Southern Airlines
- C2: Air Luxor
- C3: Contact Air
- C4: Zimex Aviation Limited
- C5: Champlain Enterprises
- C6: CanJet
- C7: Rico Linhas Aereas
- C8: Chicago Express Airlines
- C9: Cirrus Airlines

### D
- DA: Air Georgia
- DB: Brit Air
- DC: Golden Air
- DD: Conti-Flug
- DE: Condor (Niemcy)
- DG: Eastern Pacific
- DH: Independence Air/DHL
- DI: Deutsche BA (Niemcy)
- DJ: Virgin Blue (Australia)
- DK: Eastland Air
- DL: Delta Air Lines (USA)
- DM: Maersk (Dania)
- DN: Air Exel Belgique
- DO: Dominicana
- DP: Air 2000
- DQ: Coastal Air Transport
- DR: Hyères Aero Services
- DS: Air Sénégal International
- DT: TAAG Angola Airlines
- DU: Hemus Air
- DV: Nantucket Airlines
- DW: Helicopter Shuttle
- DX: Danish Air Transport
- DY: Norwegian
- DZ: Air Metro North
- D2: Damania Airways
- D3: Daallo Airlines
- D5: Nepc Airlines
- D6: Inter Air
- D7: Dinar Lineas Aereas
- D8: Diamond Sakha Airlines
- D9: Donavia (Rosja)

### E
- EA: European Air Express
- EC: Avialeasing Aviation
- ED: Airblue
- EE: Aero Airlines
- EF: Far Eastern Air Transport
- EG: Japan Asia Airways
- EH: Air Nippon Network/Sociedad Ecuatoriana de TransporlesAereos
- EI: Aer Lingus (Irlandia)
- EJ: New England Airlines
- EK: Emirates (Zjedn. Emiraty Arabskie)
- EL: Air Nippon (Japonia)
- EM: Empire Airlines/Aero Benin
- EN: Air Dolomiti (Włochy)
- EO: Express One International/Hewa Bora Airways
- EP: Iran Asseman Airlines (Iran)
- EQ: TAME: Transportes Aéreos Militares Ecuatorianos; slogan: "La línea aérea del Ecuador" (Ekwador)
- ER: Astar Air Cargo
- ES: DHL International
- ET: Ethiopian Airlines (Etiopia)
- EU: Ecuatoriana de Aviación
- EV: Atlantic Southeast Airlines
- EW: Eurowings
- EX: Aerolineas Santo Domingo
- EY: Etihad Airways/Eagle Air
- EZ: Evergreen International Airlines/Sun Air of Scandinavia
- E2: Edelweiss Holdings
- E3: Domodedovo Airlines
- E4: Enter Air (Polska)
- E5: Samara Airlines
- E7: European Aviation Air/Estafeta Carga Aerea
- E8: ALPI Eagles S.p.A. (Włochy)
- E9: Boston-Maine Airways (USA)

### F
- FB: Bulgaria Air (Bułgaria)
- FD: Thai AirAsia (Tajlandia)
- FG: Ariana Afghan Airlines (Afganistan)
- FI: Icelandair (Islandia)
- FJ: Air Pacific
- FL: AirTran Airways
- FM: Federal Express Corporation
- FQ: Thomas Cook Airlines (Belgia)
- FR: Ryanair (Irlandia)
- FV: Pulkovo Aviation (Rosja)
- FW: Fairinc (Japonia)
- FX: Fedex
- F9: Frontier Airlines

### G
- GA: Garuda Indonesia (Indonezja)
- GB: ABX Air (USA)
- GC: Gambia International Airlines (Gambia)
- GF: Gulf Air
- GH: Ghana Airways (Ghana)
- GM: Air Slovakia (Słowacja)
- GN: Air Gabon (Gabon)
- GQ: Big Sky Airlines (USA)
- GT: GB Airways (Hiszpania)
- GW: Kubun Airlines
- G4: Allegiant Air (USA)
- G5: Enkor (Rosja)

### H
- HG: Niki
- HM: Air Seychelles
- HP: America West Airlines
- HV: Transavia Holland (Holandia)
- HY: Uzbekistan Airways
- H5: Magadan Airlines
- H8: Dalavia

### I
- IB: Iberia (Hiszpania)
- IC: Indian Airlines Corporation (Indie)
- IG: Meridiana (Włochy)
- IR: Iran Air (Iran)
- IW: AOM French Airlines (Francja)
- IY: Yemenia (Jemen)
- IZ: Arkia (Izrael)

### J
- JJ: TAM Linhas Aéreas
- JK: Spanair (Hiszpania)
- JL: Japan Airlines (Japonia)
- JM: Air Jamaica (Jamajka)
- JO: JALways
- JP: Adria Airways
- JQ: JetStar
- JS: Air Koryo
- JT: Lion Air
- JU: Air Serbia (Serbia), Jat Airways 1947-2013 (Jugosławia, Serbia i Czarnogóra, Serbia)
- J2: Azal Azerbaijan Airlines (Azerbejdżan)
- J7: Centre-Avia

### K
- K2: Eurolot (Polska)
- KA: Dragonair
- KB: Druk Air (Butan)
- KD: KD Avia (Rosja)
- KE: Korean Airlines (Korea Płd.)
- KF: dawne Air Botnia Blue1 (Finlandia)
- KL: KLM Royal Dutch Airlines (Holandia)
- KM: Air Malta (Malta)
- KOS: Thomson Fly (Anglia)
- KQ: Kenya Airways (Kenia)
- KU: Kuwait Airways (Kuwejt)
- KV: Kavminvodyavia (Rosja)
- KW: Kelowna Flightcraft
- KZ: Nippon Cargo Airlines (Japonia)

### L
- LA: Lan Chile (Chile)
- LB: Lloyd Aereo Boliviano (Boliwia)
- LD: Air Hong Kong (Hongkong)
- LG: Luxair
- LH: Lufthansa (Niemcy)
- LJ: Sierra National Airlines (Liberia)
- LK: Air Luxor
- LN: Libyan Airlines (Libia)
- LO: LOT (Polska)
- LR: Lacsa/TACA
- LS: Channel Express Air Services Ltd.
- LT: LTU International Airways
- LX: Swiss International Air Lines, dawniej: Crossair (Szwajcaria)
- LY: El Al (Izrael)
- LZ: Balkan Bulgarian Airlines (Bułgaria)
- L4: Lauda Air (Włochy)

### M
- MA: Malév (Węgry)
- MB: MNG Cargo Airlines
- MC: AIR CAIRO
- MD: Air Madagascar (Madagaskar)
- ME: Middle East Airlines
- MH: Malaysia Airlines (Malezja)
- MI: Silkair
- MK: Air Mauritius Ltd
- MM: Euroatlantic Airways
- MP: Martinair (Holandia)
- MR: Air Mauritania (Mauretania)
- MS: EgyptAir (Egipt)
- MT: Thomas Cook Airlines (Wlk. Brytania)
- MU: China Eastern Airlines (Chiny)
- MV: Armenian International Airways
- MZ: Merpati Nusantara Airlines
- MX: Mexicana de Aviación (Meksyk)

### N
- NB: Sterling Airlines
- NE: SkyEurope Airlines
- NG: Lauda Air (Austria)
- NH: All Nippon Airways
- NI: Portugália Airlines (Portugalia)
- NK: Spirit Airlines (USA)
- NQ: Air Japan (Japonia)
- NV: Air Central (Japonia)
- NW: Northwest Airlines (USA)
- NZ: Air New Zealand (Nowa Zelandia)
- N3: Omskavia (Rosja)

### O
- OA: Olympic Airlines
- OB: Astrahan Airlines (Rosja)
- OF: Air Finland (Finlandia)
- OK: Czech Airlines (Czechy)
- OM: MIAT (Mongolia)
- OO: SkyWest
- OS: Austrian Airlines (Austria)
- OU: Croatia Airlines (Chorwacja)
- OV: Estonian Air (Estonia)
- OW: Executive Airlines (USA)
- OX: Orient Thai Airlines (Tajlandia)
- OZ: Asiana Airlines (Korea Płd.)
- O2: OLT Express

### P
- PC: Pegasus Airlines (Turcja)
- PE: Air Europe SPA
- PG: Bangkok Airways (Tajlandia)
- PK: Pakistan International Airlines (Pakistan)
- PR: Philippine Airlines (Filipiny)
- PS: Ukraine International Airlines (Ukraina)
- PX: Air Niugini
- P2: UTair (Rosja)
- P7: EastLine (Rosja)

### Q
- Q3: PB Air (Tajlandia)
- Q5: 40-Mile Air (USA)
- QF: Qantas (Australia)
- QQ: Alliance Airlines, Reno Air (USA)
- QR: Qatar Airways (Katar)
- QS: Travel Service Airlines
- QV: Lao Airlines
- QX: Horizon Air (USA)

### R
- RA: Royal Nepal Airlines Corporation
- RB: Syrian Arab Airlines
- RC: Atlantic Airways
- RE: Aer Arann
- RG: Varig (Brazylia)
- RI: Mandala Airlines
- RJ: Royal Jordanian (Jordania)
- RQ: Kam Air (Afganistan)
- RR: Ryanair Buzz (Irlandia)
- RN: Air Horizons
- RO: TAROM (Rumunia)
- R2: Orenburg Airlines (Rosja)
- R4: Russia Airline (Rosja)

### S
- SA: South African Airways (RPA)
- SC: Shandong Airlines
- SD: Sudan Airways
- SG: Jetsgo
- SJ: Freedom Air
- SK: SAS
- SN: SN Brussels Airlines (Belgia)
- SQ: Singapore Airlines (Singapur)
- SR: (dawniej) Swissair
- ST: Germania (Niemcy)
- SU: Aerofłot (Rosja)
- SV: Saudi Arabian Airlines
- SY: Sun Country Airlines
- S5: small planet airlines
- S4: SATA International
- S7: S7 Airlines (Rosja)
- S9: East African Safari Air

### T
- TE: FlyLAL (Litwa)
- TG: Thai Airways International (Tajlandia)
- TL: Trans Mediterranean Airways
- TK: Turkish Airlines (Turcja)
- TN: Air Tahiti Nui
- TP: TAP Air Portugal (Portugalia)
- TQ: Tandem Aero
- TR: Tiger Airways
- TS: Air Transat
- TT: Air Lithuania (Litwa)
- TU: Tunisair (Tunezja)
- TX: Air Caraibes
- TZ: ATA Airlines
- T4: Hellas Jet (Grecja)
- T5: Turkmenistan/Akhal (Turkmenistan)
- T7: Twin Jet

### U
- UA: United Airlines (USA)
- UB: Myanmar Airways
- UI: Eurocypria Airlines (Cypr)
- UL: Air Lanka (Sri Lanka)
- UM: Air Zimbabwe (Zimbabwe)
- UN: Transaero Airlines (Rosja)
- UQ: O'Connor Airlines (Australia)
- US: US Airways (USA)
- UU: Air Austral (Australia)
- UX: Air Europa Lineas Aereas
- UY: Cameroon Airlines (Kamerun)
- U2: easyJet (UK)/UFS (USA)
- U5: USA 3000 Airlines
- U6: Ural Airlines (Rosja)
- U8: Armavia
- U9: Tatarstan JSC Aircompany

### V
- VA: Volare Airlines/VIASA (Wenezuela)
- VD: Air Liberte
- VF: Valuair
- VH: Aeropostal Alas de Venezuela (Wenezuela)
- VI: Volga-Dnepr (Rosja)
- VIK Palmair (Wielka Brytania)
- VN: Vietnam Airlines (Wietnam)
- VR: Cape Verde Airlines (TACV) (Wyspy Zielonego Przylądka)
- VS: Virgin Atlantic
- VV: Aerosvit
- VY: Vueling Airlines (Hiszpania)
- VZ: MyTravel Airways
- V7: Air Sénégal International (Senegal)
- V9: Bashkir Airlines

### W
- WF: Widerøe
- WH: China Northwest Airlines (China)
- WN: Southwest Airlines (USA)
- WS: WestJet (Kanada)
- WW: BMI Regional (Wlk. Brytania)
- WX: CityJet (Irlandia)
- WY: Oman Air
- W5: Mahan Air
- W6: Wizz Air (Węgry)

### X
- X3: Hapag-Lloyd Express (Niemcy)
- X5: Afrique Airlines
- X7: Chitaavia (Rosja)
- XF: Vladivostok Avia
- XJ: Mesaba Airlines
- XK: CCM Airlines
- XM: J-Air (Japonia)
- XO: LTE International Airways
- XT: KLM Exel
- XQ: SunExpress

### Y
- YH: West Caribbean Airways (Kolumbia)
- YK: Air Kibris (Turkish Airlines)
- YL: Yamal Airlines (Rosja)
- YS: Régional Compagnie Aerienne Européenne
- YT: Air Togo (Togo)
- YV: Mesa Airlines (USA)
- YW: Air Nostrum
- YX: Midwest Connect

### Z
- Z2: Styrian Spirit (Austria)
- ZA: Astair (Rosja)
- ZE: Lineas Aereas Azteca (Meksyk)
- ZI: Aigle Azur (Francja)
- ZL: Regional Express
- ZN: Air Bourbon
- ZS: Azzura Air